# Tachydromia tacoma
Tachydromia tacoma är en tvåvingeart som beskrevs av Axel Leonard Melander 1927. Tachydromia tacoma ingår i släktet Tachydromia och familjen puckeldansflugor. Inga underarter finns listade i Catalogue of Life.